# Contravention de conduite sous l'empire d'un état alcoolique
Pour les articles homonymes, voir Délit de conduite sous l'empire d'un état alcoolique.
En France, la conduite sous l'empire d'un état alcoolique est une contravention de 4e classe (article R234-1 du Code de la route). Elle donne lieu au retrait, de plein droit, de 6 points du permis de conduire.
Elle est constituée dès que le conducteur d'un véhicule, ou l'accompagnateur d'un élève conducteur ont :
- Une concentration d'alcool dans le sang égale ou supérieure à 0,20 gramme par litre pour les véhicules de transport en commun ;
- Une concentration d'alcool dans le sang égale ou supérieure à 0,50 gramme par litre pour les autres catégories de véhicules.

Si l'alcoolémie est supérieure à ces taux, le délit de conduite sous l'empire d'un état alcoolique peut être constitué.
Les modalités de contrôle de l'état alcoolique du conducteur pour cette contravention sont identiques à celles déterminées pour le délit de conduite sous l'empire d'un état alcoolique.
Cette contravention étant de la 4e classe, la juridiction de proximité est compétence pour en connaître. Elle peut prononcer un amende allant jusqu'à 750 €, avec une possibilité d'immobilisation du véhicule avec lequel l'infraction a été commise, ainsi que la peine complémentaire de suspension du permis de conduire pour une durée de trois ans au plus, cette suspension pouvant être limitée à la conduite en dehors de l'activité professionnelle.